# Elvis Peršić
Elvis Peršić, född 16 augusti 1976, är en friidrottare från Kroatien. Han deltog vid olympiska sommarspelen 2000.